# HMAS Sydney (R17)
«Сідней» (англ. HMAS Sydney (R17)) — британський легкий авіаносець типу «Маджестік», переданий ВМС Австралії.

## Історія створення
Авіаносець був закладений в Девонпорті 19 квітня 1943 року під назвою «Терібл» (англ. HMS Terrible (R93)), спущений на воду 30 вересня 1944 року. Але у зв'язку із завершенням Другої світової війни будівництво було припинене.
У 1948 році авіаносець був придбаний Австралією та перейменований на «Сідней». Авіаносець добудовувався в Англії і був прийнятий на озброєння ВМС Австралії 5 лютого 1949 року.

## Конструкція
Конструкція авіаносця «Сідней» практично не відрізнялась від початкового проекту, він міг нести тільки поршневі літаки. До складу його авіагрупи входили винищувачі-бомбардувальники Hawker Sea Fury та літаки протичовнової оборони Fairey Firefly — загалом 34 машини.
Запас авіаційного палива становив 303 тис. л., запас авіаційного озброєння: 35 908-кг бомб, 54 454-кг бомби, 145 227-кг бомб, 108 глибинних бомб, 732 76-мм некерованих ракетних снарядів.
Радіолокаційне обладнання складалось з радарів 227Q та 293Q.

## Історія служби
Авіаносець прибув до Австралії 2 червня 1949 року. 25 серпня він став флагманом ВМС Австралії. Він здійснив ряд тренувальних плавань поблизу узбережжя Австралії та Нової Зеландії. У 1950 році здійснив похід в Англію за новою партією літаків.
У 1951—1952 роках авіаносець брав участь в Корейській війні. Він діяв разом із 7-им флотом США біля західного узбережжі Кореї. Його літаки завдавали ударів по мостах, шляхах постачання та по бойових частинах, здійснювали розвідку, коригування вогню та протичовнове патрулювання.
22 квітня 1955 року «Сідней» був перекласифікований в навчальний авіаносець, у лютому 1958 року виведений в резерв.
З 1962 року використовувався як швидкісний транспорт, перевозячи літаки під час війни в Малайї (1962—1964 роки) та під час війни у В'єтнамі.
20 липня 1973 року авіаносець був виключений зі списків флоту, 23 грудня 1975 року проданий на злам в Південну Корею.

### Відзнаки
.

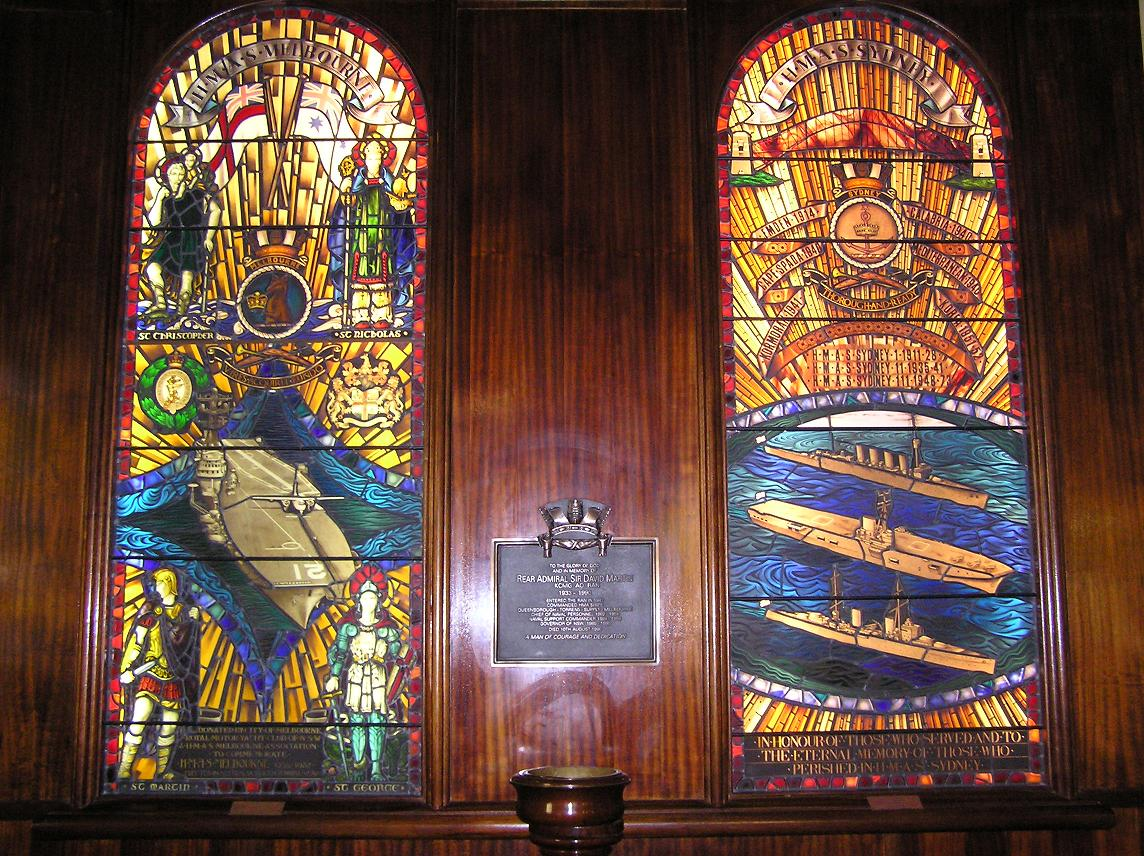
«Мельбурн» та «Сідней» на вітражах каплиці ВМС Австралії в м. Гарден-Айлен

Аіаносець «Сідней» зображений на вітражах найстарішої каплиці ВМС Австралії в м. Гарден-Айлен (англ. Garden Island Naval Chapel).
Один з його якорів демонструється в експозиції, присвяченій морській авіації, в м. Новра (англ. Nowra) (Новий Південний Уельс).